# Chandrashekarapura, Kadur
Chandrashekarapura là một làng thuộc tehsil Kadur, huyện Chikmagalur, bang Karnataka, Ấn Độ.